# (10298) Jiangchuanhuang
(10298) Jiangchuanhuang est un astéroïde de la ceinture principale.

## Description
(10298) Jiangchuanhuang est un astéroïde de la ceinture principale. Il fut découvert le 16 septembre 1988 à l'observatoire interaméricain du Cerro Tololo par Schelte J. Bus. Il présente une orbite caractérisée par un demi-grand axe de 2,59 UA, une excentricité de 0,02 et une inclinaison de 2,7° par rapport à l'écliptique.